# دحل أبو حرملة
دحل أبو حرملة هو أحد الدحول الواقعة في الصمان في السعودية.